# Шайблингкирхен-Тернберг
Шайблингкирхен-Тернберг (нем. Scheiblingkirchen-Thernberg) — ярмарочная коммуна (нем. Marktgemeinde) в Австрии, в федеральной земле Нижняя Австрия. 
Входит в состав округа Нойнкирхен.  Население составляет 1868 человек (на 31 декабря 2005 года). Занимает площадь 37,84 км². Официальный код  —  3 18 32.

## Политическая ситуация
Бургомистр коммуны — Карл Штангль (АНП) по результатам выборов 2005 года.
Совет представителей коммуны (нем. Gemeinderat) состоит из 19 мест.
- АНП занимает 14 мест.
- СДПА занимает 4 места.
- Зелёные занимают 1 место.